# Климент (Кущ)
Митрополи́т Кли́мент (в миру Па́вел Никола́евич Кущ укр. Павло Миколайович Кущ; род. 9 апреля 1969, Симферополь) — епископ Православной церкви Украины (с 2019).
Ранее — архиерей Украинской православной церкви Киевского патриархата, архиепископ Симферопольский и Крымский (2000—2018).

## Биография
Родился 9 апреля 1969 года в Симферополе. С 1976 по 1986 году обучался в средней школе.
С 1986 по 1992 год учился в Харьковском институте искусств имени И. П. Котляревского (с 1987 по 1989 год проходил службу в рядах Советской армии).
С октября 1995 года служил в качестве иподьякона в приходе святого равноапостольного князя Владимира и Ольги в Симферополе.
С 1997 по 2000 год обучался в Киевской духовной семинарии (Украинская православная церковь Киевского патриархата, УПЦ КП).
8 ноября 1996 года епископом Симферопольским и Крымским Антонием (Махота) был рукоположён в сан диакона и назначен штатным диаконом собора.
28 февраля 1997 года был рукоположён в сан пресвитера и к празднику Пасхи 1997 года награждён наперсным крестом.
27 ноября 1997 года указом патриарха Филарета (Денисенко) был назначен секретарём Симферопольской и Крымской епархии (УПЦ КП).
4 июля 2000 года в Михайловском Золотоверхом мужском монастыре Киева был пострижен в монашество с именем Климент (в честь священномученика Климента Папы Римского).

### Епископское служение
23 июля 2000 года за Божественной литургией во Владимирском кафедральном соборе Киева хиротонисан во епископа Симферопольского и Крымского и 26 июля 2000 года назначен управляющим Симферопольской и Крымской епархией.
7 сентября 2004 года назначен председателем отдела духовно-патриотического воспитания в Военно-морских силах Украины.
28 марта 2005 года назначен главой миссии УПЦ КП в Италии.
23 января 2012 год возведён в достоинство архиепископа.
22 января 2018 года назначен временным управляющим Херсонской и Таврической епархией (УПЦ КП).
15 декабря 2018 года на Объединительном соборе вошёл в юрисдикцию новосозданной Православной церкви Украины (ПЦУ). Является председателем Православной миссии помощи жертвам нарушения прав человека и лицам, лишённым свободы.
В июле 2019 года арбитражный суд Симферополя расторг с епархией ПЦУ договор аренды на помещения храма, действовавший с 2002 года. В 2017 году по суду Киевский патриархат отдал российскому государству часть помещений храма площадью 112 квадратных метров. Суды мотивировали свои решения тем, что Киевский патриархат начиная с 2014 года отказывался регистрироваться в российском правовом поле. Кроме того, по документам храм до 2014 года официально числился за частной фармацевтической фирмой, зарегистрированной в 2014 году в Едином госреестре юридических лиц под наименованием «Крымский православный духовный центр» и исключенной из ЕГРЮЛ в марте 2018 года.
30 ноября того же года по неизвестным причинам был задержан СБУ, когда ехал из Крыма на Украину через Херсонскую область. У него изъяли паспорт под предлогом «обеспечения его безопасности» и долго «мотали нервы». В конце концов у него «лопнуло терпение», он поехал в Киев и начал бессрочную голодовку у здания правительства. Акцию протеста архиерея, сторонники почетного патриарха Киевского Филарета (Денисенко) использовали против главы ПЦУ митрополита Киевского Епифания (Думенко).
9 августа 2020 года в Михайловском Золотоверхом монастыре митрополитом Епифанием (Думенко) был возведён в сан митрополита.

## Награды
светские
- Орден «За заслуги» II степени (21 августа 2020[5])
- Орден «За заслуги» III степени (22 июля 2008[6])

церковные
- Орден святого равноапостольного князя Владимира III степени (23 января 2004)
- Орден великомученика Георгия Победоносца (9 апреля 2009)